# Marta Stawicka
Marta Agnieszka Stawicka (ur. 5 czerwca 2001) – polska koszykarka, występująca na pozycjach rzucającej lub niskiej skrzydłowej, obecnie zawodniczka MKS-u Pruszków.

## Osiągnięcia
Stan na 30 marca 2023.

### Drużynowe

#### Młodzieżowe
5x5
- Wicemistrzyni Polski juniorek (2019)[1]
- Uczestniczka mistrzostw Polski:
  - juniorek starszych (2017–2020)
  - juniorek (2015–2019)
  - kadetek (2015–2017)

3x3
- Akademicka mistrzyni Polski 3x3 (2022)
- Wicemistrzyni Pomorza U23 3x3 (2021)
- Brązowa medalistka halowych mistrzostw:
  - Polski 3x3 U23 (2019)
  - Pomorza 3x3 U18 (2019)
- Uczestniczka:
  - Akademickich Mistrzostw Polski (2021 – 5. miejsce, 2022)
  - Młodzieżowych mistrzostw Polski 3x3 U23 (2020 – 5. miejsce, 2021 – 10. miejsce, 2022 – 7. miejsce)